# Alexander Nikolajewitsch Balujew

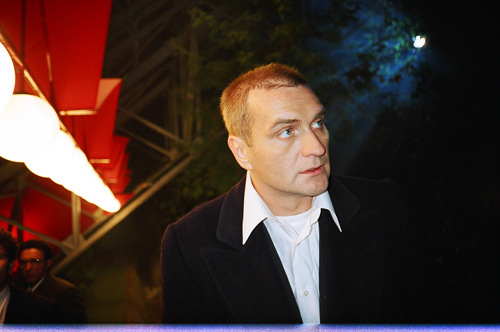
Alexander Balujew (2000)

Alexander Nikolajewitsch Balujew (russisch Александр Николаевич Балуев; englisch Aleksandr Baluev; * 6. Dezember 1958 in Moskau, Sowjetunion) ist ein sowjetischer und russischer Schauspieler.

## Leben
Alexander Balujew wurde am 6. Dezember 1958 in der sowjetischen Hauptstadt Moskau geboren. 1980 absolvierte er erfolgreich sein Schauspielstudium und arbeitet seitdem in mehreren Moskauer Theatern.
Im Jahr 1992 spielte er im russischen Film Prorwa mit – einer russisch-deutsch-französischen Co-Produktion mit Ute Lemper in der Hauptrolle. Im US-amerikanischen Film Projekt: Peacemaker (1997) spielte Balujew General Kodoroff, den Gegenspieler von Lt. Col. Devoe (gespielt von George Clooney). In einem weiteren US-amerikanischen Film, Deep Impact, spielte Balujew einen russischen Kosmonauten.
2007 spielte er eine der Hauptrollen im Film Die Verbannung an der Seite von Maria Bonnevie.

## Privates
Von 2003 bis 2013 war Balujew mit der Polin Maria Urbanowska verheiratet. Aus dieser Ehe hat er eine Tochter, Maria-Anna (* 2003).

## Filmografie (Auswahl)
- 1984: Jegorka (Егорка)
- 1992: Prorwa (Прорва)
- 1995: Der Moslem (Мусульманин)
- 1996: Lebenslinie (Линия жизни)

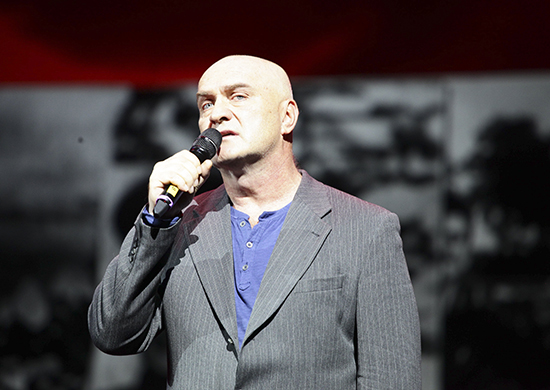
Balujew (2015)

- 1997: Projekt: Peacemaker (Миротворец)
- 1998: Mu-mu (Му-му)
- 1998: Deep Impact (Столкновение с бездной)
- 2000: Lebenszeichen – Proof of Life (Доказательство жизни)
- 2000: Moskau (Москва)
- 2002: Speznas (Спецназ)
- 2002: Antikiller (Антикиллер)
- 2002: Ein neuer Russe (Олигарх)
- 2004: Graf Krestowski (Граф Крестовский)
- 2005: Untergang des Imperiums (Гибель империи)
- 2005: Türkischer Gambit (Турецкий гамбит)
- 2007: 1612 – Angriff der Kreuzritter (1612: Хроники смутного времени)
- 2007: Die Verbannung (Изгнание)
- 2010: Kandahar (Кандагар)
- 2011: Peter der Erste – Das Vermächtnis (Пётр Первый. Завещание)
- 2012: Schukow (Жуков)
- 2012: Schapowalow (Шаповалов)
- 2014: Two Women (Две женщины)
- 2016: Geroy – Der Held (Герой)
- 2023: The Challenge – Die Herausforderung (Вызов)

## Auszeichnungen (Auswahl)
- 1995: Kinotawr (beste Rolle, Film Der Moslem)
- 1997: Nika (beste männliche Nebenrolle, Film Der Moslem)